# Азартні ігри в Анголі
Азартні ігри в Анголі регулюються загальним законом, у країні немає окремого закону про азартні ігри, який би описував кожну категорію цієї сфери, як це зазвичай працює в інших країнах. Найвідомішими і найпопулярнимішими є азартні ігри в казино. В Анголі є кілька казино з настільними іграми та ігровими автоматами. Уряд Анголи працює над новим законопроєктом щодо азартних ігор, який має захищати права клієнтів. Азартні оператори повинні будуть сплачувати щорічні внески та отримувати ліцензії на діяльність відповідно до нових законів.

## Закон про азартні ігри
Не існує закону, що забороняє особам відвідувати закордонні онлайн-казино. На початку 2016 року парламент Анголи прийняв нове законодавство про азартні ігри, яке мало контролювати казино, лотереї та азартні ігри в інтернеті. Закон спрямовано на оподаткування бізнесу та передбачає повне державне управління стосовно всіх азартних ігор, однак держава залишає за собою право дозволяти фізичним особам мати власний бізнес у цій сфері.

## Онлайн-казино
Інтернет-казино не регулюються, хоча закон, що мав це робити, було затверджено 2016 року. В Анголі немає власних онлайнових казино, гравці роблять ставки в інтернеті через іноземні сайти, при цьому азартні ігри в інтернеті тут не є популярними.

## Обмеження за віком
Люди до 18 років не можуть грати в азартні ігри.

## Платіжні шлюзи
Немає жодних перешкод при передачі грошей іноземним або місцевим букмекерам. Користувачі передають гроші за ставки за допомогою банківських карток або електронних гаманців, таких як Skrill або Neteller. Не існує жодних юридичних обмежень чи блокувань даних послуг.